# 贝莱斯-夫兰科
贝莱斯-夫兰科，是西班牙安达卢西亚自治区阿尔梅里亚省的一个市镇。 总面积442km2, 总人口2093人（2001年），人口密度5人/km2。